# Tour de Suisse 1939
Die 7. Tour de Suisse fand vom 5. bis 12. August 1939 statt. Die Radrundfahrt wurde in acht Etappen über eine Distanz von 1724 Kilometern ausgetragen.
Gesamtsieger wurde der Schweizer Robert Zimmermann. Die Rundfahrt startete in Zürich mit 79 Fahrern, von denen 39 Fahrer am letzten Tag – ebenfalls in Zürich, im Stadion Förrlibuck – ins Ziel kamen.

## Etappen
| Etappe    | Tag        | Start – Ziel       | km    | Etappensieger     | Gesamtwertung     |
| --------- | ---------- | ------------------ | ----- | ----------------- | ----------------- |
| 1. Etappe | 5. August  | Zürich – Grenchen  | 219,6 | Constant Lauwers  | Constant Lauwers  |
| 2. Etappe | 6. August  | Grenchen – Murten  | 194,5 | Edgar Buchwalder  | Edgar Buchwalder  |
| 3. Etappe | 7. August  | Murten – Siders    | 191,9 | Robert Lang       | Christoph Didier  |
| 4. Etappe | 8. August  | Siders – Thun      | 174,1 | Robert Zimmermann | Josef Wagner      |
| 5. Etappe | 9. August  | Thun – Luzern      | 208   | Karl Litschi      | Christoph Didier  |
| 6. Etappe | 10. August | Luzern – Lugano    | 205,4 | Robert Zimmermann | Robert Zimmermann |
| 7. Etappe | 11. August | Lugano – Rorschach | 312,5 | Joseph Somers     | Robert Zimmermann |
| 8. Etappe | 12. August | Rorschach – Zürich | 218   | Arsène Mersch     | Robert Zimmermann |